# Карибу (округ, Канада)
Региональный округ Карибу в Британской Колумбии расположен в центре провинции. Он окружен региональными округами Балкли-Нечако и Фрейзер-Форт-Джордж на севере, Сентрал-Кост и Маунт-Уоддингтон на западе, Томпсон-Никола на востоке, Сквамиш-Лиллуэт и Комокс-Страткона на юге. Администрация округа находится в Уильямс-Лейк.
Двенадцать выборных директоров и четыре муниципальных директора возглавляют региональный округ Карибу. Выборные директора избираются избирателями, а муниципальные директора назначаются своими муниципальными советами. Срок полномочий всех директоров составляет три года.
Региональный округ Карибу имеет региональную сеть библиотек, зоны отдыха и несколько местных пожарных служб.

## Главные города

### Инкорпорированные муниципалитеты
- Хандред-Майл-Хаус
- Квинел
- District Municipality of Wells
- City of Williams Lake

### Общины
- Alexandria
- Australian
- Kersley
- Red Bluff
- Rich Bar

### Прочие
- Alexis Creek
- Anahim Lake
- Horsefly
- Lac La Hache
- Likely
- Lone Butte
- McLeese Lake
- Nazko
- Nimpo Lake
- Riske Creek
- Tatla Lake
- Forest Grove

## Главные дороги
Основные дороги через Карибу:
- Шоссе 20
- Шоссе 24
- Шоссе 26
- Шоссе 97